# Lịch sử hành chính Bình Phước
Bình Phước là một tỉnh thuộc vùng Đông Nam Bộ, miền Nam Việt Nam.

## Trước năm 1975
Dưới thời nhà Nguyễn, Bình Phước thuộc trấn Biên Hòa. Đến giữa thế kỷ XIX, thực dân Pháp chia Nam Kỳ thành 4 khu vực là Sài Gòn, Mỹ Tho, Vĩnh Long, Bắt Xắc lúc này Bình Phước thuộc khu vực Sài Gòn. Năm 1889, thực dân Pháp đổi các tiểu khu thành các tỉnh, Bình Phước thuộc địa phận tỉnh Biên Hòa và Thủ Dầu Một
Từ năm 1956, Việt Nam Cộng hòa thiết lập một số tỉnh mới ở miền Nam. Hai tỉnh Bình Long và Phước Long là tiền thân của tỉnh Bình Phước. Ngày 30 tháng 1 năm 1971, Trung ương Cục miền Nam thành lập phân khu Bình Phước. Cuối năm 1972, phân khu Bình Phước giải thể, tỉnh Bình Phước chính thức được thành lập.

## Sau năm 1975
Năm 1976, chính quyền mới hợp nhất tỉnh Bình Dương và tỉnh Bình Phước (gồm hai tỉnh Bình Long và tỉnh Phước Long cũ) thành tỉnh Sông Bé.
Khi hợp nhất, tỉnh Sông Bé có 15 đơn vị hành chính gồm thị xã Thủ Dầu Một và 14 huyện: Bến Cát, Bù Đăng, Bù Đốp, Châu Thành, Chơn Thành, Dầu Tiếng, Dĩ An, Đồng Xoài, Hớn Quản, Lái Thiêu, Lộc Ninh, Phú Giáo, Phước Bình, Tân Uyên.

## Cộng hòa Xã hội Chủ nghĩa Việt Nam (2/7/1976 - nay)

### Năm 1977: Quyết định số55-CP[1]ngày 11 tháng 3 năm 1977 của Hội đồng Chính phủ về việc hợp nhất và điều chỉnh địa giới một số huyện thuộc tỉnh Sông Bé:
- Điều 1. Nay phê chuẩn việc hợp nhất và điều chỉnh địa giới một số huyện thuộc tỉnh Sông Bé như sau:

1. Hợp nhất huyện Lộc Ninh, huyện Hớn Quản và huyện Chơn Thành thành một huyện lấy tên là huyện Bình Long.
2. Hợp nhất huyện Bù Đốp, huyện Phước Bình và huyện Bù Đăng thành một huyện lấy tên là huyện Phước Long.
3. Hợp nhất huyện Đồng Xoài và huyện Phú Giáo thành một huyện lấy tên là huyện Đồng Phú.
4. Hợp nhất huyện Bến Cát và huyện Dầu Tiếng thành một huyện lấy tên là huyện Bến Cát.
5. Hợp nhất huyện Lái Thiêu và huyện Dĩ An thành một huyện lấy tên là huyện Thuận An.
6. Sáp nhập 4 xã của huyện Phú Giáo: Bình Mỹ, Tân Bình, Phước Hòa, Phú Hưng và 3 xã của huyện Châu Thành: Tân Phước Khánh, Tân Phú Hiệp và Tân Vĩnh Hiệp vào huyện Tân Uyên.
7. Sáp nhập 5 xã của huyện Châu Thành: Phú Hòa, Phú Mỹ, Định Hòa, Tương Bình Hiệp và Tân An vào thị xã Thủ Dầu Một.

### Năm 1978: Quyết định số34-CP[2]ngày 9 tháng 2 năm 1978 của Hội đồng Chính phủ về việc thành lập huyện Lộc Ninh thuộc tỉnh Sông Bé:
- Điều 1. Nay phê chuẩn việc hợp nhất và điều chỉnh địa giới một số huyện thuộc tỉnh sông Bé như sau:
- Huyện Lộc Ninh gồm có các xã: Thiện Hưng, Hưng Phước, Tân Hòa, Tân Tiến và Bù Tam của huyện Phước Long và các xã: Lộc Hiệp, Lộc Thành, Lộc Hưng, Lộc Quang, Lộc Khánh, Lộc Tấn và Lộc Thắng của huyện Bình Long cùng tỉnh đưa sang.

### Năm 1979: Quyết định số180-CP[3]ngày 25 tháng 4 năm 1979 của Hội đồng Chính phủ về việc điều chỉnh địa giới xã, thành lập xã ở vùng kinh tế mới thuộc các huyện Bến Cát, Tân Uyên, Bình Long, tỉnh Sông Bé:
- Huyện Bến Cát:

1. Chia xã Tây Nam thành ba xã lấy tên là xã An Điền, xã Phú An và xã An Tây.
2. Chia xã Hòa Định thành hai xã lấy tên là xã Thới Hòa và xã Tân Định.
3. Thành lập các xã ở vùng kinh tế mới một số xã lấy tên là xã Tân Hưng, Bến Tượng, Tân Long, Bàu Bàng, Cây Trường II, Long Hòa, Hưng Hòa, Long Tân, Long Chiểu, Long Bình.

- Huyện Tân Uyên

1. Thành lập ở các vùng kinh tế mới của huyện Tân Uyên một số xã lấy tên là xã Hội Nghĩa, xã Tân Phú, xã Tân Lập, xã Tân Định, xã Tân Thành và xã Tân Lợi.

- Huyện Bình Long:

1. Thành lập ở vùng kinh tế mới của huyện Bình Long một xã lấy tên là xã Minh Tân.

### Năm 1980: Quyết định 299-CP
- Huyện Phước Long
- Quyết định 299-CP[4] ngày 19 tháng 9 năm 1980 của Hội đồng Chính phủ điều chỉnh địa giới xã thuộc huyện Phước Long, tỉnh Sông Bé:

1. Chia xã Đa Kia thành hai xã lấy tên là xã Đa Kia và xã Bình Thắng.
2. Chia xã Bù Nho thành hai xã lấy tên là xã Bù Nho và xã Long Hưng.
3. Tách hai thôn Phước Lộc và Phước Quả của xã Phước Bình sáp nhập vào xã Phước Tín.

### Năm 1981: Quyết định 61-HĐBT
- Quyết định 61-HĐBT[5] ngày 10 tháng 9 năm 1981 của Hội đồng Bộ trưởng về việc thành lập xã mới thuộc các huyện Lộc Ninh, Bình Long, tỉnh Sông Bé:
- Huyện Lộc Ninh

1. Thành lập xã mới lấy tên là xã Lộc Hòa.

- Huyện Bình Long

1. Chia xã Phước An thành hai xã lấy tên là xã Phước An và xã Tân Quan.

### Năm 1981: Điều chỉnh địa giới giữa tỉnh Sông Bé và tỉnh Lâm Đồng
- Ngày 29 tháng 12 năm 1981, Kỳ họp thứ 2 - Quốc hội khóa VII ra Nghị quyết sáp nhập xã Đồng Nai (19.000 ha) thuộc huyện Phước Long, tỉnh Sông Bé (nay là thị xã Phước Long và các huyện Bù Gia Mập, Phú Riềng thuộc tỉnh Bình Phước) vào huyện Đạ Huoai, tỉnh Lâm Đồng[6].

### Năm 1985: Quyết định 271-HĐBT
- Huyện Tân Uyên
- Quyết định 271-HĐBT[7] ngày 4 tháng 12 năm 1985 của Hội đồng Bộ trưởng về việc điều chỉnh địa giới hành chính xã thuộc huyện Tân Uyên, tỉnh Sông Bé:

1. Sáp nhập 2 xã Tân Lợi và Tân Thành thành một xã lấy tên là xã Tân Thành.
2. Xã Tân Thành có diện tích tự nhiên 2.207 hécta với 1.304 nhân khẩu.
3. Địa giới xã Tân Thành: Phía Đông giáp xã Lạc An và nông trường Hiếu Liêm; phía Tây giáp xã Tân Lập; phía Nam giáp xã Tân Mỹ; phía Bắc giáp xã Tân Định.

### Năm 1986: Quyết định 40-HĐBT
- Quyết định 40-HĐBT[8] ngày 9 tháng 4 năm 1986 của Hội đồng Bộ trưởng về việc điều chỉnh địa giới hành chính xã thuộc các huyện Bến Cát và Phước Long, tỉnh Sông Bé:
- Huyện Bến Cát.

1. Sáp nhập xã Lai Uyên và xã Bàu Bàng thành một xã lấy tên là xã Lai Uyên.
2. Sáp nhập xã Lai Hưng và xã Bến Tượng thành một xã lấy tên là xã Lai Hưng.

- Huyện Phước Long

1. Thành lập xã Đồng Nai trên cơ sở 8.500 hécta đất của xã Thọ Sơn và 3.000 hécta đất của xã Đoàn Kết.

### Năm 1986: Quyết định 88-HĐBT
- Quyết định 88-HĐBT[9] ngày 17 tháng 7 năm 1986 của Hội đồng Bộ trưởng về việc điều chỉnh địa giới hành chính xã thuộc các huyện Bến Cát và Lộc Ninh, tỉnh Sông Bé:
- Huyện Bến Cát.

1. Đổi tên xã Kiến An thành xã An Lập.

- Huyện Lộc Ninh

1. Chia xã Lộc Hòa thành hai xã lấy tên là xã Lộc Hòa và xã Lộc An.

### Năm 1988: Quyết định 112-HĐBT
- Quyết định 112-HĐBT[10] ngày 5 tháng 7 năm 1988 của Hội đồng Bộ trưởng về việc phân vạch lại địa giới hành chính một số xã, huyện thuộc tỉnh Sông Bé:
- Huyện Đồng Phú.

1. Chia xã Phú Riềng thành hai xã lấy tên là xã Phú Riềng và xã Thuận Lợi.

- Huyện Phước Long

1. Tách của xã Phước Tín khu vực nông trường Đức Liễu với 6.210 hécta diện tích tự nhiên để sáp nhập vào xã Nghĩa Trung.

- Huyện Đồng Phú, huyện Phước Long

1. Tách xã Phú Riềng của huyện Đồng Phú để sáp nhập vào huyện Phước Long.

- Huyện Phước Long, huyện Bù Đăng

1. Chia huyện Phước Long thành hai huyện lấy tên là huyện Phước Long và huyện Bù Đăng.
  1. Huyện Phước Long có 10 xã Bình Thắng, Bù Nho, Đắk Ơ, Đa Kia, Đức Hạnh, Long Hưng, Sơn Giang, Phước Bình, Phước Tín và Phú Riềng với 182.700 hécta diện tích tự nhiên và 76.743 nhân khẩu.
  2. Huyện Bù Đăng có 7 xã Đắk Nhau, Đồng Nai, Minh Hưng, Nghĩa Trung, Đoàn Kết, Thống nhất và Thọ Sơn với 152.500 hécta diện tích tự nhiên và 416.016 nhân khẩu.
2. Sau khi phân vạch địa giới hành chính, huyện Đồng Phú có 11 xã An Bình, An Linh, Tân Hòa, Tân hưng, Tân Hiệp, Tân Thành, Tấn Lập, Tấn Lợi, Thuận Lợi, Đồng Xoài và Phước Vĩnh với 146.450 hécta diện tích tự nhiên và 86.083 nhân khẩu.

### Năm 1990: Quyết định 522/QĐ-TCCP
- Huyện Phước Long
- Quyết định 522/QĐ-TCCP[11] năm 1990 của Ban Tổ chức Chính phủ điều chỉnh địa giới xã thuộc huyện Phước Long, tỉnh Sông Bé:

1. Chia xã Long Hưng thành hai xã lấy tên là xã Long Hưng và xã Long Hà.

### Năm 1991: Quyết định 628/QĐ-TCCP
- Huyện Bù Đăng
- Quyết định 628/QĐ-TCCP[12] ngày 5 tháng 12 năm 1991 của Ban Tổ chức Chính phủ điều chỉnh địa giới xã thuộc huyện Bù Đăng, tỉnh Sông Bé:

1. Chia xã Nghĩa Trung thành hai xã lấy tên là xã Nghĩa Trung và xã Đức Liễu.

### Năm 1994: Nghị định 74-CP
- Nghị định 74-CP[13] ngày 1 tháng 8 năm 1994 của Chính phủ điều chỉnh địa giới thành lập xã, thị trấn thuộc các huyện Bến Cát, Bình Long, Bù Đăng, Đồng Phú, tỉnh Sông Bé:
- Huyện Bến Cát

1. Thành lập thị trấn Mỹ Phước trên cơ sở toàn bộ diện tích tự nhiên và dân số của xã Mỹ Phước.
2. Sáp nhập xã Tân Long vào xã Lai Hưng.
3. Sáp nhập xã Long Chiểu vào xã Long Tân.
4. Sáp nhập xã Long Bình vào xã Long Nguyên.

- Huyện Bình Long

1. Thành lập thị trấn An Lộc trên cơ sở toàn bộ diện tích tự nhiên và dân số của xã An Lộc.
2. Thành lập thị trấn Chơn Thành trên cơ sở toàn bộ diện tích tự nhiên và dân số của xã Chơn Thành.

- Huyện Bù Đăng

1. Thành lập thị trấn Đức Phong trên cơ sở điều chỉnh một phần diện tích tự nhiên và dân số của xã Đoàn Kết.
2. Thành lập xã Đăng Hà thuộc huyện Bù Đăng trên cơ sở điều chỉnh một phần diện tích tự nhiên và dân số của xã Thống Nhất.

- Huyện Đồng Phú

1. Thành lập thị trấn Phước Vĩnh trên cơ sở điều chỉnh một phần diện tích tự nhiên và dân số của xã Phước Vĩnh.
2. Đổi tên xã Phước Vĩnh thành xã Vĩnh Hòa.
3. Thành lập thị trấn Đồng Xoài trên cơ sở điều chỉnh một phần diện tích tự nhiên và dân số của xã Đồng Xoài.
4. Đổi tên xã Đồng Xoài thành xã Đồng Tâm.
5. Thành lập xã Tân Phước trên cơ sở điều chỉnh một phần diện tích tự nhiên và dân số của xã Tân Hưng.

### Năm 1994: Nghị định 104-CP
- Nghị định 104-CP[14] ngày 28 tháng 4 năm 1994 của Chính phủ điều chỉnh địa giới thành lập xã, thị trấn thuộc các huyện Bến Cát, Đồng Phú, Lộc Ninh, Phước Long, Tân Uyên, Thuận An:
- Huyện Bến Cát

1. Thành lập thị trấn Dầu Tiếng trên cơ sở toàn bộ diện tích tự nhiên và dân số của xã Định Thành.

- Huyện Đồng Phú

1. Thành lập xã Phước Sang trên cơ sở điều chỉnh một phần diện tích tự nhiên và dân số của xã An Bình.

- Huyện Lộc Ninh

1. Thành lập thị trấn Lộc Ninh trên cơ sở điều chỉnh một phần diện tích tự nhiên và nhân khẩu của xã Lộc Tấn.
2. Hợp nhất 2 xã Tân Hòa và Bù Tam thành xã Thanh Hòa.
3. Đổi tên xã Lộc Thắng thành xã Lộc Thái.

- Huyện Phước Long

1. Thành lập thị trấn Phước Bình trên cơ sở điều chỉnh một phần diện tích tự nhiên và dân số của xã Phước Bình.
2. Thành lập xã Bình Phước trên cơ sở toàn bộ diện tích tự nhiên và dân số còn lại của xã Phước Bình.
3. Thành lập thị trấn Thác Mơ trên cơ sở điều chỉnh một phần diện tích tự nhiên và dân số của xã Sơn Giang.
4. Thành lập xã Long Tân trên cơ sở điều chỉnh một phần diện tích tự nhiên và dân số của xã Long Hà.

- Huyện Tân Uyên

1. Thành lập thị trấn Uyên Hưng trên cơ sở hợp nhất 2 xã Phú Hưng và Tân Phú.
2. Chia xã Tân Phú Hiệp thành 2 xã: Phú Chánh và Vĩnh Tân.

- Huyện Thuận An

1. Thành lập thị trấn Dĩ An trên cơ sở toàn bộ diện tích tự nhiên và dân số của xã An Bình.
2. Thành lập thị trấn An Thạnh thuộc huyện Thuận An trên cơ sở toàn bộ diện tích tự nhiên và dân số của xã An Thạnh.
3. Thành lập thị trấn Lái Thiêu thuộc huyện Thuận An trên cơ sở điều chỉnh một phần diện tích tự nhiên và dân số của xã Lái Thiêu.
4. Đổi tên xã Lái Thiêu thành xã Bình Nhâm.

## Thành lập tỉnh Bình Phước

### Năm 1996: Nghị quyết ngày 6 tháng 11
- Nghị quyết [15] ngày 6 tháng 11 năm 1996 của Quốc hội, chia tỉnh Sông Bé thành tỉnh Bình Dương và tỉnh Bình Phước:

Tỉnh Bình Dương:
Tỉnh Bình Dương có bốn đơn vị hành chính gồm: Thị xã Thủ Dầu Một và ba huyện: Bến Cát, Tân Uyên, Thuận An
- Tỉnh lỵ: Thị xã Thủ Dầu Một.

Tỉnh Bình Phước:
Tỉnh Bình Phước có năm đơn vị hành chính gồm năm huyện: Bình Long, Bù Đăng, Đồng Phú, Lộc Ninh, Phước Long
- Tỉnh lỵ: đặt tại thị trấn Đồng Xoài thuộc huyện Đồng Phú.
- Điều chỉnh địa giới huyện Bình Long, huyện Phước Long của tỉnh Bình Phước và huyện Bến Cát, huyện Tân Uyên của tỉnh Bình Dương

1. Huyện Bình Long, huyện Bến Cát
  1. Chuyển giao 4 xã: Minh Hòa, Minh Tân, Minh Thạnh, Trừ Văn Thố thuộc huyện Bình Long của tỉnh Bình Phước về huyện Bến Cát của tỉnh Bình Dương quản lý.
2. Huyện Đồng Phú, huyện Tân Uyên
  1. Chuyển giao thị trấn Phước Vĩnh và 5 xã: An Bình, An Linh, Phước Sang, Tân Hiệp, Vĩnh Thái thuộc huyện Đồng Phú của tỉnh Bình Phước về huyện Tân Uyên của tỉnh Bình Dương quản lý.

### Năm 1997: Nghị định 119/1997/NĐ-CP
- Nghị định 119/1997/NĐ-CP[16] ngày 26 tháng 12 năm 1997 của Chính phủ về việc điều chỉnh địa giới hành chính và thành lập một số xã thuộc các huyện Bình Long, Lộc Ninh, Phước Long và Bù Đăng, tỉnh Bình Phước:
- Huyện Bình Long

1. Thành lập xã An Phú thuộc huyện Bình Long trên cơ sở 5.016 ha diện tích tự nhiên và 503 nhân khẩu của xã Thanh Lương; 2.230 ha diện tích tự nhiên và 5.964 nhân khẩu của thị trấn An Lộc.
2. Thành lập xã Thanh Phú thuộc huyện Bình Long trên cơ sở 1.689 ha diện tích tự nhiên và 6.043 nhân khẩu của xã Thanh Lương; 1.272 ha diện tích tự nhiên và 4.371 nhân khẩu của thị trấn An Lộc.

- Huyện Lộc Ninh

1. Thành lập xã Tân Thành thuộc huyện Lộc Ninh trên cơ sở 4.050 ha diện tích tự nhiên và 4.539 nhân khẩu của xã Tân Tiến.

- Huyện Phước Long

1. Thành lập xã Bù Gia Mập thuộc huyện Phước Long trên cơ sở 23.276 ha diện tích tự nhiên và 4.001 nhân khẩu của xã Đắk Ơ.

- Huyện Bù Đăng

1. Thành lập xã Bom Bo thuộc huyện Bù Đăng trên cơ sở 6.280 ha diện tích tự nhiên và 1.358 nhân khẩu của xã Đắk Nhau; 6.400 ha diện tích tự nhiên và 2.010 nhân khẩu của xã Minh Hưng.

### Năm 1998: Nghị định 16/1998/NĐ-CP
- Nghị định 16/1998/NĐ-CP[17] ngày 18 tháng 3 năm 1998 của Chính phủ về việc thành lập xã thuộc các huyện Lộc Ninh, Bình Long và Phước Long, tỉnh Bình Phước:
- Huyện Lộc Ninh

1. Thành lập xã Lộc Thiện thuộc huyện Lộc Ninh trên cơ sở 5.000 ha diện tích tự nhiên và 811 nhân khẩu của xã Lộc Thành; 660 ha diện tích tự nhiên và 5.050 nhân khẩu của xã Lộc Thái.
2. Thành lập xã Lộc Điền thuộc huyện Lộc Ninh trên cơ sở 3.886 ha diện tích tự nhiên và 5.856 nhân khẩu của xã Lộc Khánh.
3. Thành lập xã Lộc Thuận thuộc huyện Lộc Ninh trên cơ sở 1.520 ha diện tích tự nhiên và 1.106 nhân khẩu của xã Lộc Thái; 3.429 ha diện tích tự nhiên và 4.655 nhân khẩu của xã Lộc Khánh.

- Huyện Bình Long

1. Chia xã Lợi Hưng thuộc huyện Bình Long thành hai xã Tân Hưng và Tân Lợi.

- Huyện Phước Long

1. Thành lập xã Phú Trung thuộc huyện Phước Long trên cơ sở 5.000 ha diện tích tự nhiên và 4.170 nhân khẩu của xã Phú Riềng.
2. Thành lập xã Long Bình thuộc huyện Phước Long trên cơ sở 4.100 ha diện tích tự nhiên và 2.129 nhân khẩu của xã Bình Thắng; 2.250 ha diện tích tự nhiên và 2.782 nhân khẩu của xã Long Hưng.

### Năm 1999: Nghị định 90/1999/NĐ-CP
- Thị xã Đồng Xoài, huyện Đồng Phú
- Nghị định 90/1999/NĐ-CP[18] ngày 1 tháng 9 năm 1999 của Chính phủ về việc thành lập thị xã Đồng Xoài và các phường, xã thuộc thị xã Đồng Xoài, tỉnh Bình Phước:

1. Thành lập thị xã Đồng Xoài - thị xã tỉnh lỵ tỉnh Bình Phước trên cơ sở toàn bộ diện tích và dân số của thị trấn Đồng Xoài; 8.028 ha diện tích tự nhiên và 10.816 nhân khẩu của xã Tân Thành; 689 ha diện tích tự nhiên và 2.387 nhân khẩu của xã Tân Phước; 120 ha diện tích tự nhiên và 394 nhân khẩu của xã Thuận Lợi và 5.200 ha diện tích tự nhiên và 7.361 nhân khẩu của xã Tân Hưng thuộc huyện Đồng Phú.
2. Thị xã Đồng Xoài có 16.957 ha diện tích tự nhiên và 50.758 nhân khẩu, gồm 7 đơn vị hành chính cơ sở là các phường Tân Đồng, Tân Xuân, Tân Bình, Tân Phú và các xã Tiến Thành, Tân Thành, Tiến Hưng.
3. Địa giới hành chính thị xã Đồng Xoài: Đông và Bắc giáp huyện Đồng Phú; Tây giáp huyện Bình Long; Nam giáp huyện Đồng Phú và huyện Tân Uyên (tỉnh Bình Dương).
4. Thành lập các phường, xã thuộc thị xã Đồng Xoài (trên cơ sở giải thể thị trấn Đồng Xoài):
  1. Thành lập phường Tân Đồng trên cơ sở 745 ha diện tích tự nhiên và 4.823 nhân khẩu.
  2. Thành lập phường Tân Xuân trên cơ sở 1.469 ha diện tích tự nhiên và 12.311 nhân khẩu.
  3. Thành lập phường Tân Bình trên cơ sở 552 ha diện tích tự nhiên và 7.884 nhân khẩu.
  4. Thành lập phường Tân Phú trên cơ sở 843 ha diện tích tự nhiên và 7.169 nhân khẩu.
  5. Thành lập xã Tiến Thành trên cơ sở 2.420 ha diện tích tự nhiên và 2.820 nhân khẩu.
  6. Thành lập xã Tân Thành trên cơ sở 5.728 ha diện tích tự nhiên và 8.390 nhân khẩu.
  7. Thành lập xã Tiến Hưng trên cơ sở 5.200 ha diện tích tự nhiên và 7.361 nhân khẩu.
5. Sau khi điều chỉnh địa giới hành chính, huyện Đồng Phú có 92.906,50 ha diện tích tự nhiên và 58.528 nhân khẩu, gồm 7 đơn vị hành chính cơ sở là các xã Thuận Lợi, Đồng Tâm, Tân Phước, Tân Hưng, Tân Lợi, Tân Hòa và Tân Lập.

### Năm 2002: Nghị định 36/2002/NĐ-CP
- Nghị định 36/2002/NĐ-CP[19] ngày 5 tháng 4 năm 2002 của Chính phủ về việc điều chỉnh địa giới hành chính để thành lập xã, thị trấn thuộc huyện Phước Long, Bù Đăng, Bình Long, Đồng Phú, tỉnh Bình Phước:
- Huyện Phước Long

1. Thành lập xã Phú Nghĩa thuộc huyện Phước Long trên cơ sở 14.501 ha diện tích tự nhiên và 7.455 nhân khẩu của xã Đức Hạnh.

- Huyện Bù Đăng

1. Thành lập xã Phước Sơn thuộc huyện Bù Đăng trên cơ sở 5.500 ha diện tích tự nhiên và 1.690 nhân khẩu của xã Đoàn Kết, 4.800 ha diện tích tự nhiên và 3.151 nhân khẩu của xã Thống Nhất.

- Huyện Bình Long

1. Thành lập xã Minh Thắng thuộc huyện Bình Long trên cơ sở 3.600,4 ha diện tích tự nhiên và 3.634 nhân khẩu của xã Nha Bích.

- Huyện Đồng Phú

1. Thành lập xã Thuận Phú thuộc huyện Đồng Phú trên cơ sở 8.735 ha diện tích tự nhiên và 10.253 nhân khẩu của xã Thuận Lợi.
2. Thành lập xã Đồng Tiến thuộc huyện Đồng Phú trên cơ sở 5.210 ha diện tích tự nhiên và 9.686 nhân khẩu của xã Đồng Tâm.
3. Thành lập xã Tân Tiến thuộc huyện Đồng Phú trên cơ sở 6.740 ha diện tích tự nhiên và 7.431 nhân khẩu của xã Tân Hòa.
4. Thành lập thị trấn Tân Phú - thị trấn huyện lỵ huyện Đồng Phú - trên cơ sở 3.102 ha diện tích tự nhiên và 5.631 nhân khẩu của xã Tân Lợi.

### Năm 2003: Nghị định 17/2003 NĐ-CP
- Nghị định 17/2003 NĐ-CP[20] ngày 20 tháng 2 năm 2003 của Chính phủ về việc thành lập các huyện Chơn Thành, Bù Đốp thuộc tỉnh Bình Phước:
- Huyện Bình Long, huyện Chơn Thành

1. Thành lập huyện Chơn Thành trên cơ sở 41.457,8 ha diện tích tự nhiên và 53.323 nhân khẩu của huyện Bình Long.
2. Huyện Chơn Thành có 41.457,8 ha diện tích tự nhiên và 53.323 nhân khẩu; có 8 đơn vị hành chính trực thuộc, gồm các xã Minh Long, Minh Thành, Tân Quan, Nha Bích, Minh Lập, Minh Thắng, Minh Hưng và thị trấn Chơn Thành.
3. Địa giới hành chính huyện Chơn Thành: Đông giáp huyện Đồng Phú, thị xã Đồng Xoài và tỉnh Bình Dương; Tây giáp huyện Bình Long và tỉnh Bình Dương; Nam giáp tỉnh Bình Dương; Bắc giáp huyện Bình Long.
4. Sau khi điều chỉnh địa giới hành chính thành lập huyện Chơn Thành, huyện Bình Long còn lại 75.612,4 ha diện tích tự nhiên và 129.453 nhân khẩu; có 13 đơn vị hành chính trực thuộc, gồm các xã Thanh Lương, Thanh Phú, An Khương, Thanh An, Tân Hưng, Tân Lợi, Phước An, Thanh Bình, An Phú, Minh Đức, Đồng Nơ, Tân Khai và thị trấn An Lộc.

- Huyện Lộc Ninh, huyện Bù Đốp

1. Thành lập huyện Bù Đốp trên cơ sở 37.750,48 ha diện tích tự nhiên và 45.253 nhân khẩu của huyện Lộc Ninh.
2. Huyện Bù Đốp có 37.750,48 ha diện tích tự nhiên và 45.253 nhân khẩu; có 5 đơn vị hành chính trực thuộc, gồm các xã: Hưng Phước, Thiện Hưng, Thanh Hoà, Tân Tiến, Tân Thành.
3. Địa giới hành chính huyện Bù Đốp: Đông giáp huyện Phước Long; Tây giáp huyện Lộc Ninh và Vương quốc Campuchia; Nam giáp các huyện Lộc Ninh và Phước Long; Bắc giáp Vương quốc Campuchia.
4. Sau khi điều chỉnh địa giới hành chính thành lập huyện Bù Đốp, huyện Lộc Ninh còn lại 86.297,52 ha diện tích tự nhiên và 102.291 nhân khẩu; có 13 đơn vị hành chính trực thuộc, gồm các xã: Lộc Hiệp, Lộc Quang, Lộc An, Lộc Hoà, Lộc Tấn, Lộc Thái, Lộc Thiện, Lộc Khánh, Lộc Điền, Lộc Thuận, Lộc Hưng, Lộc Thành và thị trấn Lộc Ninh.

### Năm 2005: Nghị định 60/2005/NĐ-CP
- Nghị định 60/2005/NĐ-CP[21] ngày 16 tháng 5 năm 2005 của Chính phủ về việc thành lập xã, thị trấn thuộc huyện Chơn Thành, Bình Long, Lộc Ninh, Bù Đăng, Bù Đốp, tỉnh Bình Phước.
- Huyện Chơn Thành

1. Thành lập xã Thành Tâm thuộc huyện Chơn Thành trên cơ sở 4.006 ha diện tích tự nhiên và 4.366 nhân khẩu của thị trấn Chơn Thành.

- Huyện Bình Long

1. Thành lập xã Tân Hiệp thuộc huyện Bình Long trên cơ sở 7.052 ha diện tích tự nhiên và 6.908 nhân khẩu của xã Đồng Nơ.

- Huyện Lộc Ninh

1. Thành lập xã Lộc Thạnh thuộc huyện Lộc Ninh trên cơ sở 7.449 ha diện tích tự nhiên và 5.412 nhân khẩu của xã Lộc Tấn.
2. Thành lập xã Lộc Thịnh thuộc huyện Lộc Ninh trên cơ sở 6.272 ha diện tích tự nhiên và 1.657 nhân khẩu của xã Lộc Thành, 85 ha diện tích tự nhiên và 98 nhân khẩu của xã Lộc Khánh, 1.500 ha diện tích tự nhiên và 2.302 nhân khẩu của xã Lộc Hưng.

- Huyện Bù Đăng

1. Thành lập xã Phú Sơn thuộc huyện Bù Đăng trên cơ sở 12.042 ha diện tích tự nhiên và 4.794 nhân khẩu của xã Thọ Sơn.

- Huyện Bù Đốp

1. Điều chỉnh 364,70 ha diện tích tự nhiên và 396 nhân khẩu của xã Thiện Hưng thuộc huyện Bù Đốp về xã Hưng Phước quản lý.
2. Thành lập xã Phước Thiện thuộc huyện Bù Đốp trên cơ sở 13.581,20 ha diện tích tự nhiên và 3.313 nhân khẩu của xã Hưng Phước.
3. Thành lập thị trấn Thanh Bình - thị trấn huyện lỵ huyện Bù Đốp trên cơ sở 1.608,40 ha diện tích tự nhiên và 7.643 nhân khẩu của xã Thanh Hòa.

### Năm 2007: Nghị định 49/2007/NĐ-CP
- Nghị định 49/2007/NĐ-CP[22] ngày 28 tháng 3 năm 2007 của Chính phủ về việc điều chỉnh địa giới hành chính xã phường để thành lập phường thuộc các huyện Bình Long, Phước Long, Bù Đăng và thị xã Đồng Xoài, tỉnh Bình Phước.
- Thị xã Đồng Xoài

1. Thành lập phường Tân Thiện thuộc thị xã Đồng Xoài trên cơ sở điều chỉnh 360 ha diện tích tự nhiên và 8.664 nhân khẩu của phường Tân Xuân.

- Huyện Bình Long

1. Thành lập xã Minh Tâm thuộc huyện Bình Long trên cơ sở điều chỉnh 7.369 ha diện tích tự nhiên và 5.132 nhân khẩu của xã Minh Đức.

- Huyện Phước Long

1. Thành lập xã Bình Sơn thuộc huyện Phước Long trên cơ sở điều chỉnh 4.368 ha diện tích tự nhiên và 7.612 nhân khẩu của xã Bình Phước.
2. Thành lập xã Bình Tân thuộc huyện Phước Long trên cơ sở 5.804,44 ha diện tích tự nhiên và 8.699 nhân khẩu còn lại của xã Bình Phước.
3. Thành lập xã Phú Văn thuộc huyện Phước Long trên cơ sở điều chỉnh 8.830 ha diện tích tự nhiên và 6.904 nhân khẩu của xã Đức Hạnh.

- Huyện Bù Đăng

1. Thành lập xã Nghĩa Bình thuộc huyện Bù Đăng trên cơ sở điều chỉnh 4.818 ha diện tích tự nhiên và 5.139 nhân khẩu của xã Nghĩa Trung.

### Năm 2008: Nghị định 22/2008/NĐ-CP
- Nghị định 22/2008/NĐ-CP[23] ngày 1 tháng 3 năm 2008 của Chính phủ về việc điều chỉnh địa giới hành chính xã để thành lập xã thuộc các huyện Lộc Ninh, Phước Long, Bù Đăng, tỉnh Bình Phước.
- Huyện Lộc Ninh

1. Thành lập xã Lộc Phú thuộc huyện Lộc Ninh trên cơ sở điều chỉnh 3.026 ha diện tích tự nhiên và 7.035 nhân khẩu của xã Lộc Quang.

- Huyện Phước Long

1. Thành lập xã Phước Minh thuộc huyện Phước Long trên cơ sở điều chỉnh 6.532,71 ha diện tích tự nhiên và 7.430 nhân khẩu của xã Đa Kia.

- Huyện Bù Đăng

1. Điều chỉnh 6.208,34 ha diện tích tự nhiên và 2.559 nhân khẩu của xã Minh Hưng thuộc huyện Bù Đăng về xã Bom Bo quản lý.
2. Thành lập xã Bình Minh thuộc huyện Bù Đăng trên cơ sở điều chỉnh 13.286,34 ha diện tích tự nhiên và 11.201 nhân khẩu của xã Bom Bo.

### Năm 2009: Nghị định 14/NĐ-CP
- Nghị định 14/NĐ-CP[24] ngày 10 tháng 4 năm 2009 của Chính phủ về việc điều chỉnh địa giới hành chính xã để thành lập xã thuộc các huyện Bù Đăng, Chơn Thành, tỉnh Bình Phước.
- Huyện Bù Đăng

1. Thành lập xã Đường 10 trên cơ sở điều chỉnh 8.837 ha diện tích tự nhiên và 6.239 nhân khẩu của xã Đắk Nhau.

- Huyện Chơn Thành

1. Thành lập xã Quang Minh trên cơ sở điều chỉnh 2.906,60 ha diện tích tự nhiên và 3.765 nhân khẩu của xã Tân Quan.

### Năm 2009: Nghị quyết 35/NQ-CP
- Nghị quyết 35/NQ-CP[25] ngày 11 tháng 8 năm 2009 của Chính phủ về việc về việc điều chỉnh địa giới hành chính xã, thành lập xã thuộc huyện Chơn Thành, huyện Bình Long, huyện Phước Long; điều chỉnh địa giới hành chính huyện Bình Long, huyện Phước Long để thành lập thị xã Bình Long, thị xã Phước Long; thành lập các phường trực thuộc thị xã Bình Long và thị xã Phước Long, tỉnh Bình Phước:
- Huyện Bình Long, huyện Chơn Thành

1. Điều chỉnh toàn bộ 2.916,37 ha diện tích tự nhiên và 4.569 nhân khẩu của xã Tân Quan, huyện Chơn Thành về huyện Bình Long quản lý.

- Huyện Phước Long

1. Thành lập xã Phước Tân thuộc huyện Phước Long trên cơ sở điều chỉnh 12.262,02 ha diện tích tự nhiên và 6.752 nhân khẩu của xã Phước Tín.
2. Thành lập xã Long Giang thuộc huyện Phước Long trên cơ sở điều chỉnh 980,84 ha diện tích tự nhiên và 3.097 nhân khẩu của xã Sơn Giang; 1.236,73 ha diện tích tự nhiên và 1.406 nhân khẩu của xã Bình Sơn.

- Sau khi điều chỉnh địa giới hành chính xã, thành lập xã:

1. Huyện Bình Long có 79.008,33 ha diện tích tự nhiên và 153.271 nhân khẩu, có 16 đơn vị hành chính trực thuộc, bao gồm các xã: Thanh An, An Khương, Thanh Bình, Tân Khai, Đồng Nơ, Tân Hiệp, Minh Tâm, Minh Đức, Tân Lợi, Phước An, Tân Hưng, Thanh Lương, Thanh Phú, An Phú, Tân Quan và thị trấn An Lộc.
2. Huyện Phước Long có 185.496,87 ha diện tích tự nhiên và 197.986 nhân khẩu, có 23 đơn vị hành chính trực thuộc, bao gồm các xã: Đắk Ơ, Bù Gia Mập, Bình Thắng, Đức Hạnh, Phú Văn, Phú Nghĩa, Đa Kia, Phước Minh, Bình Tân, Bình Sơn, Long Bình, Sơn Giang, Long Giang, Phước Tín, Phước Tân, Long Hưng, Bù Nho, Long Hà, Phú Riềng, Phú Trung, Long Tân, thị trấn Phước Bình và thị trấn Thác Mơ.
3. Huyện Chơn Thành còn lại 38.949,13 ha diện tích tự nhiên và 62.562 nhân khẩu, có 09 đơn vị hành chính cấp xã trực thuộc gồm: thị trấn Chơn Thành và các xã Thành Tâm, Minh Thành, Nha Bích, Minh Thắng, Minh Hưng, Minh Long, Quang Minh và xã Minh Lập.

- Thị xã Bình Long, huyện Hớn Quản

1. Thành lập thị xã Bình Long thuộc tỉnh Bình Phước trên cơ sở điều chỉnh 12.628,56 ha diện tích tự nhiên và 57.590 nhân khẩu của huyện Bình Long (bao gồm toàn bộ diện tích tự nhiên và nhân khẩu của xã Thanh Phú, xã Thanh Lương, thị trấn An Lộc; 1.468,40 ha diện tích tự nhiên và 7.072 nhân khẩu của xã An Phú; 1.601,32 ha diện tích tự nhiên và 5.222 nhân khẩu của xã Thanh Bình).
2. Thị xã Bình Long có 12.628,56 ha diện tích tự nhiên và 57.590 nhân khẩu.
3. Địa giới hành chính thị xã Bình Long: Đông, Tây, Nam giáp huyện Hớn Quản; Bắc giáp huyện Lộc Ninh.
4. Thành lập các phường thuộc thị xã Bình Long:
  1. Thành lập phường An Lộc thuộc thị xã Bình Long trên cơ sở điều chỉnh 167,82 ha diện tích tự nhiên và 5.100 nhân khẩu của thị trấn An Lộc; 862,22 ha diện tích tự nhiên và 3.499 nhân khẩu của xã An Phú.
  2. Thành lập phường Hưng Chiến thuộc thị xã Bình Long trên cơ sở điều chỉnh 113,61 ha diện tích tự nhiên và 4.320 nhân khẩu của thị trấn An Lộc; 606,18 ha diện tích tự nhiên và 3.573 nhân khẩu của xã An Phú; 1.601,32 ha diện tích tự nhiên và 5.222 nhân khẩu của xã Thanh Bình.
  3. Thành lập phường Phú Thịnh thuộc thị xã Bình Long trên cơ sở điều chỉnh 393,61 ha diện tích tự nhiên và 6.320 nhân khẩu của thị trấn An Lộc.
  4. Thành lập phường Phú Đức thuộc thị xã Bình Long trên cơ sở điều chỉnh 403,62 ha diện tích tự nhiên và 4.584 nhân khẩu còn lại của thị trấn An Lộc.
5. Sau khi thành lập thị xã Bình Long và các phường trực thuộc:
  1. Thị xã Bình Long có 12.628,56 ha diện tích tự nhiên và 57.590 nhân khẩu, có 06 đơn vị hành chính trực thuộc, gồm các phường: An Lộc, Hưng Chiến, Phú Thịnh, Phú Đức và các xã: Thanh Lương, Thanh Phú.
  2. Xã Thanh Bình thuộc huyện Bình Long còn lại 1.163,86 ha diện tích tự nhiên và 7.316 nhân khẩu.
  3. Xã An Phú còn lại 4.137,31 ha diện tích tự nhiên và 5.829 nhân khẩu.
  4. Huyện Bình Long còn lại 66.379,77 ha diện tích tự nhiên và 95.681 nhân khẩu (được đổi tên thành huyện Hớn Quản), có 13 đơn vị hành chính trực thuộc, bao gồm các xã: Thanh An, An Khương, Tân Khai, Đồng Nơ, Tân Hiệp, Minh Đức, Minh Tâm, Tân Lợi, Phước An, Tân Hưng, Thanh Bình, An Phú và xã Tân Quan.

- Thị xã Phước Long, huyện Bù Gia Mập

1. Thành lập thị xã Phước Long thuộc tỉnh Bình Phước trên cơ sở điều chỉnh 11.883,93 ha diện tích tự nhiên và 50.019 nhân khẩu của huyện Phước Long (bao gồm toàn bộ diện tích tự nhiên và dân số của thị trấn Thác Mơ, thị trấn Phước Bình, xã Sơn Giang, xã Long Giang, xã Phước Tín; 540,17 ha diện tích tự nhiên và 3.803 nhân khẩu của xã Bình Sơn; 423,67 ha diện tích tự nhiên và 2.542 nhân khẩu của xã Bình Tân).
2. Thị xã Phước Long 11.883,93 ha diện tích tự nhiên và 50.019 nhân khẩu.
3. Địa giới hành chính thị xã Phước Long: Đông giáp huyện Bù Đăng; Tây, Nam, Bắc giáp huyện Bù Gia Mập.
4. Thành lập các phường thuộc thị xã Phước Long:
  1. Thành lập phường Long Thủy thuộc thị xã Phước Long trên cơ sở điều chỉnh 397,04 ha diện tích tự nhiên và 6.954 nhân khẩu của thị trấn Thác Mơ.
  2. Thành lập phường Thác Mơ thuộc thị xã Phước Long trên cơ sở 2.046,82 ha diện tích tự nhiên và 7.167 nhân khẩu còn lại của thị trấn Thác Mơ.
  3. Thành lập phường Sơn Giang thuộc thị xã Phước Long trên cơ sở toàn bộ 1.650.43 ha diện tích tự nhiên và 4.376 nhân khẩu của xã Sơn Giang.
  4. Thành lập phường Phước Bình thuộc thị xã Phước Long trên cơ sở điều chỉnh 1.295,66 ha diện tích tự nhiên và 8.414 nhân khẩu của thị trấn Phước Bình.
  5. Thành lập phường Long Phước thuộc thị xã Phước Long trên cơ sở 255,57 ha diện tích tự nhiên và 6.081 nhân khẩu còn lại của thị trấn Phước Bình; 540,17 ha diện tích tự nhiên và 3.803 nhân khẩu của xã Bình Sơn; 423,67 ha diện tích tự nhiên và 2.542 nhân khẩu của xã Bình Tân.
5. Sau khi thành lập thị xã Phước Long và các phường trực thuộc:
  1. Thị xã Phước Long có 11.883,93 ha diện tích tự nhiên và 50.019 nhân khẩu, có 07 đơn vị hành chính trực thuộc, bao gồm các phường: Long Thủy, Thác Mơ, Sơn Giang, Phước Bình, Long Phước và các xã: Long Giang, Phước Tín.
  2. Huyện Phước Long còn lại 173.612,94 ha diện tích tự nhiên và 147.967 nhân khẩu (được đổi tên thành huyện Bù Gia Mập), có 18 đơn vị hành chính trực thuộc, bao gồm các xã: Đắk Ơ, Bù Gia Mập, Bình Thắng, Đức Hạnh, Phú Văn, Phú Nghĩa, Đa Kia, Phước Minh, Bình Tân, Bình Sơn, Long Bình, Phước Tân, Long Hưng, Bù Nho, Long Hà, Phú Riềng, Phú Trung và xã Long Tân.
  3. Tỉnh Bình Phước có 687.206,23 ha diện tích tự nhiên và 848.330 nhân khẩu, có 10 đơn vị hành chính trực thuộc, bao gồm các thị xã: Đồng Xoài, Phước Long, Bình Long và các huyện: Đồng Phú, Chơn Thành, Hớn Quản, Lộc Ninh, Bù Đốp, Bù Gia Mập, Bù Đăng.

### Năm 2015: Nghị quyết 931/NQ-UBTVQH13
- Huyện Bù Gia Mập, huyện Phú Riềng
- Nghị quyết 931/NQ/UBTVQH13[26] ngày 15 tháng 5 năm 2015 của Ủy ban Thường vụ Quốc hội về việc điều chỉnh địa giới hành chính huyện Bù Gia Mập để thành lập huyện Phú Riềng thuộc tỉnh Bình Phước:

1. Thành lập huyện Phú Riềng trên cơ sở điều chỉnh 764,97ha diện tích tự nhiên và 92.016 nhân khẩu của huyện Bù Gia Mập (bao gồm toàn bộ diện tích tự nhiên và dân số của 10 xã: Bình Sơn, Bình Tân, Bù Nho, Long Bình, Long Hà, Long Hưng, Long Tân, Phú Riềng, Phú Trung, Phước Tân).
2. Huyện Phú Riềng có 764,97ha diện tích tự nhiên và 92.016 nhân khẩu, có 10 đơn vị hành chính trực thuộc gồm 10 xã: Bình Sơn, Bình Tân, Bù Nho, Long Bình, Long Hà, Long Hưng, Long Tân, Phú Riềng, Phú Trung, Phước Tân.
3. Sau khi điều chỉnh địa giới thành lập huyện Phú Riềng, huyện Bù Gia Mập còn lại 101,12ha diện tích tự nhiên và 72.907 nhân khẩu, gồm 8 xã: Bình Thắng, Bù Gia Mập, Đa Kia, Đắk Ơ, Đức Hạnh, Phú Nghĩa, Phú Văn, Phước Minh.
4. Tỉnh Bình Phước có 687.15,00 ha diện tích tự nhiên và 921.800 nhân khẩu, có 11 đơn vị hành chính trực thuộc, bao gồm các thị xã: Đồng Xoài, Phước Long, Bình Long và các huyện: Đồng Phú, Chơn Thành, Hớn Quản, Lộc Ninh, Bù Đốp, Bù Gia Mập, Bù Đăng, Phú Riềng.

### Năm 2018: Nghị quyết 587/NQ-UBTVQH14
- Thành phố Đồng Xoài, huyện Hớn Quản
- Nghị quyết 587/NQ-UBTVQH14[27] ngày 16 tháng 10 năm 2018 của Ủy ban Thường vụ Quốc hội về việc thành lập thị trấn Tân Khai thuộc huyện Hớn Quản, thành lập phường Tiến Thành thuộc thị xã Đồng Xoài và thành lập thành phố Đồng Xoài thuộc tỉnh Bình Phước:

1. Thành lập thị trấn Tân Khai thuộc huyện Hớn Quản trên cơ sở trên cơ sở toàn bộ 42,75 km² diện tích tự nhiên và 15.269 người của xã Tân Khai.
2. Thành lập phường Tiến Thành thuộc thị xã Đồng Xoài trên cơ sở toàn bộ 25,61 km² diện tích tự nhiên và 11.909 người của xã Tiến Thành.
3. Thành lập thành phố Đồng Xoài trên cơ sở toàn bộ 167,32 km² diện tích tự nhiên và 150.052 người của thị xã Đồng Xoài.
4. Tỉnh Bình Phước có 6.871,5 km² diện tích tự nhiên và 921.800 nhân khẩu, có 11 đơn vị hành chính trực thuộc, bao gồm thành phố Đồng Xoài; các thị xã: Phước Long, Bình Long và các huyện: Đồng Phú, Chơn Thành, Hớn Quản, Lộc Ninh, Bù Đốp, Bù Gia Mập, Bù Đăng, Phú Riềng.

### Năm 2022: Nghị quyết 570/NQ-UBTVQH15
- Thị xã Chơn Thành
- Nghị quyết 570/NQ-UBTVQH15[28] ngày 11 tháng 8 năm 2022 của Ủy ban Thường vụ Quốc hội về việc thành lập thị xã Chơn Thành và các phường thuộc thị xã Chơn Thành, tỉnh Bình Phước:

1. Thành lập thị xã Chơn Thành trên cơ sở toàn bộ 390,34 km² diện tích tự nhiên và 121.083 người của huyện Chơn Thành.
2. Thành lập phường Hưng Long trên cơ sở toàn bộ 32,1 km² diện tích tự nhiên và 23.490 người của thị trấn Chơn Thành.
3. Thành lập phường Thành Tâm trên cơ sở toàn bộ 40,39 km² diện tích tự nhiên và 13.079 người của xã Thành Tâm.
4. Thành lập phường Minh Hưng trên cơ sở toàn bộ 62,05 km² diện tích tự nhiên và 41.806 người của xã Minh Hưng.
5. Thành lập phường Minh Long trên cơ sở toàn bộ 37,61 km² diện tích tự nhiên và 8.738 người của xã Minh Long.
6. Thành lập phường Minh Thành trên cơ sở toàn bộ 51,91 km² diện tích tự nhiên và 7.707 người của xã Minh Thành.
7. Tỉnh Bình Phước có 11 đơn vị hành chính trực thuộc, bao gồm thành phố Đồng Xoài; các thị xã: Bình Long, Chơn Thành, Phước Long và các huyện: Bù Đăng, Bù Đốp, Bù Gia Mập, Đồng Phú, Hớn Quản, Lộc Ninh, Phú Riềng.

Ngày 12 tháng 6 năm 2025, Quốc hội ban hành Nghị quyết số 202/2025/QH15 về việc sắp xếp đơn vị hành chính cấp tỉnh (nghị quyết có hiệu lực từ ngày 12 tháng 6 năm 2025). Theo đó, sáp nhập tỉnh Bình Phước vào tỉnh Đồng Nai.